# Дивљи ветар
Дивљи ветар (рус. Дикий ветер) је совјетско-југословенски филм из 1986. године. Режирали су га Валериј Жереги и Александар Петковић, а сценарио су писали Игор Болгарин и Живојин Павловић.

## Радња
За време Другог светског рата у јесен 1941. немачка војска је са Источног фронта транспортовала совјетске заробљенике Дунавом кроз Ђердап за Немачку. Забачено шумадијско село захваћено је ратним вихором који разара старе патријархалне норме. Останак на неутралним позицијама није могућ и то уноси расцеп у породицу Секулић. Свако на свој начин покушава у ратним превирањима да нађе свој пут, који ће неке од њих да одведе у издају и смрт. Живот у њиховој опустошеној кући, међутим, све време ипак успева да опстане.

## Улоге
| Глумац             | Улога            |
| ------------------ | ---------------- |
| Милан Пузић        | Коста Секулић    |
| Мирољуб Лешо       | Миле Окати       |
| Светозар Цветковић | Светозар Секулић |
| Виктор Проскурин   | Николај          |
| Светлана Тома      | Рускиња          |
| Владан Живковић    | Поручник Обрад   |
| Бранислав Лечић    | Митар Секулић    |
| Лyбов Полишчук     | Ната             |
| Душан Јанићијевић  | Вучко Бабовић    |
| Џорџ Монтгомери    | Мајор Несторовић |
| Јелена Кондулаинен | Ангелина         |
| Драгомир Фелба     | Наум             |
| Јевгенија Симонова | Бела             |
| Светлана Тулгара   | Злата            |
| Љубомир Ћипранић   | Благајник        |
| Младен Недељковић  | Павле            |
| Силвија Берова     | Партизанка       |
| Грег Финли         | Немачки поручник |
| Нада Млађеновић    | Сељанка          |
| Мирча Кистурга     | Млинар           |

### Гласови
- Еуген Вербер - Немачки поручник
- Петар Краљ - Мајор Несторовић
- Бранко Цвејић - Млинар